# 338 î.Hr.

## Evenimente
- Bătălia de la Cheroneea. Bătălie purtată în Beoția, centrul Greciei, în care Filip II al Macedoniei a învins Teba și Atena.